# قائمة ملاعب كرة القدم في لبنان
هذه قائمة ملاعب كرة القدم في لبنان مصنفة من ناحية السعة.

## قائمة الملاعب
| # | الملعب                    | السعة  | أفتتح | المدينة / القرية | الفريق                            |
| - | ------------------------- | ------ | ----- | ---------------- | --------------------------------- |
| 1 | مدينة كميل شمعون الرياضية | 47,800 |       | بيروت            | الفريق الوطني                     |
| 2 | ملعب صيدا الدولي          | 22,600 |       | صيدا             | النادي الأهلي صيدا الرياضي        |
| 3 | ملعب طرابلس البلدي        | 22,000 |       | طرابلس           | نادي طرابلس الرياضي               |
| 4 | ملعب بيروت البلدي         | 18,000 |       | بيروت            | نادي العهد ونادي الأنصار اللبناني |
| 5 | ملعب المنارة              | 5,000  |       | بيروت            | نادي النجمة اللبناني              |
| 6 | ملعب فؤاد شهاب            | 5,000  |       | بيروت            | الراسينغ بيروت                    |
| 7 | ملعب الصفا                | 5,000  |       | بيروت            | نادي الصفا                        |
| 8 | ملعب أمين عبد النور       | 3,500  |       | بحمدون           | الاخاء الاهلي، عاليه              |

## إقراء أيضا
- قائمة أكبر ملاعب كرة القدم في العالم